# Lamprophiidae
Lamprophiidae är en familj av ormar med cirka 45 släkten. Arterna förekommer i Afrika, i Mellanöstern och fram till Indien. De flesta ormar som lever på Madagaskar tillhör denna familj.
Familjens medlemmar listades fram till 2010-talet i familjen snokar (Colubridae).

## Beskrivning
Levnadssättet varierar mellan de olika arterna. Flera medlemmar vistas huvudsakligen på marken. Andra arter lever delvis underjordisk och ett fåtal som släktet Langaha klättrar i växtligheten. Allmänt är dessa ormar mindre än en meter långa. Undantag finns i släktet Leioheterodon med individer upp till 1,5 meter längd.
Födan utgörs främst av mindre ryggradsdjur och födans sammansättning varierar beroende på utbudet. Honor lägger upp till 10 per tillfälle (ovipari).

## Taxonomi
Familjens släkten fördelas på sju underfamiljer:
- Aparallactinae, 10 släkten[4]
  - Amblyodipsas Peters, 1857
  - Aparallactus Smith, 1849
  - Brachyophis Mocquard, 1888
  - Chilorhinophis Werner, 1907
  - Hypoptophis Boulenger, 1908
  - Macrelaps Boulenger, 1896
  - Micrelaps Boettger, 1880
  - Polemon Jan, 1858
  - Xenocalamus Günther, 1868
- Atractaspidinae, 2 släkten[5]
  - Atractaspis Smith, 1849
  - Homoroselaps Jan, 1858
- Lamprophiinae, 11 släkten[6]
  - Boaedon Duméril, Bibron & Duméril, 1854
  - Bothrolycus Günther, 1874
  - Bothrophthalmus Peters, 1863
  - Chamaelycus Boulenger, 1919
  - Dendrolycus Laurent, 1956
  - Gonionotophis Boulenger, 1893
  - Hormonotus Hallowell, 1857
  - Inyoka Branch & Kelly, 2011
  - Lamprophis Fitzinger, 1843
  - Lycodonomorphus Fitzinger, 1843
  - Lycophidion Fitzinger, 1843
  - Pseudoboodon Peracca, 1897
- Psammophiinae, 8 släkten[7]
  - Dipsina Jan, 1862
  - Hemirhagerrhis Boettger, 1893
  - Malpolon Fitzinger, 1826
  - Mimophis Günther, 1868
  - Psammophis Fitzinger, 1826
  - Psammophylax Fitzinger, 1843
  - Rhagerhis Peters, 1862
  - Rhamphiophis Peters, 1854
- Prosymninae, 1 släkte[8]
  - Prosymna Gray, 1849
- Pseudaspidinae, 2 släkten[9]
  - Pseudaspis Fitzinger, 1843
  - Pythonodipsas Günther, 1868
- Pseudoxyrhophiinae, 23 släkten[10]
  - Alluaudina Mocquard, 1894
  - Amplorhinus Smith, 1847
  - Brygophis Domergue & Bour, 1989
  - Compsophis Mocquard, 1894
  - Ditypophis Günther, 1881
  - Dromicodryas Boulenger, 1893
  - Duberria Fitzinger, 1826
  - Exallodontophis Cadle, 1999
  - Heteroliodon Boettger, 1913
  - Ithycyphus Günther, 1873
  - Langaha Bonnaterre, 1790
  - Leioheterodon Boulenger, 1893
  - Liophidium Boulenger, 1896
  - Liopholidophis Mocquard, 1904
  - Lycodryas Günther, 1879
  - Madagascarophis Mertens, 1952
  - Micropisthodon Mocquard, 1894
  - Pararhadinaea Boettger, 1898
  - Parastenophis Nagy, Glaw & Vences, 2010
  - Phisalixella Nagy, Glaw & Vences, 2010
  - Pseudoxyrhopus Günther, 1881
  - Thamnosophis Jan, 1863